# Блез Ювен Нгва
Блез Ювен Нгва (фр. Blaise Yuven Ngwa, нар. 3 лютого 1982) — камерунський футбольний арбітр.

## Кар'єра
Працював на таких міжнародних змаганнях:
- Юнацький (U-17) кубок африканських націй 2019 (1 матч)
- Молодіжний (U-20) кубок африканських націй 2021 (2 матчі)
- Кубок африканських націй 2021